# 潘澄濂
潘澄濂（1910年11月13日—1993年），男，浙江温州人，中国中医学家，曾任浙江中医学院副院长，中国农工民主党中央委员会常务委员，第五、六、七届全国政协委员。